# Michael-Bauer-Schule
Die Michael-Bauer-Schule ist eine Waldorfschule im Ortsteil Österfeld von Stuttgart-Vaihingen. Die Schule ist Teil der Camphill- sowie Waldorfbewegung. Sie führt parallel zur regulären Klasse bis zur Oberstufe eine Förderklasse. Schüler der Förderklassen können nach der Schulzeit am Michael-Bauer-Werkhof, einer privaten Berufsförderschule, eine Ausbildung absolvieren.

## Geschichte
Die nach Michael Bauer (1871–1929) benannte Schule wurde 1969 gegründet. Zum Gründungskreis gehörte unter anderem Bruno Sandkühler. 1972 wurde der Förderklassenbereich eingeführt.
1985 wurde der Jugendzirkus Circus Calibastra gegründet, der etwa zehn Jahre lang Teil der Michael-Bauer-Schule war und seit 1994 in Kooperation mit der Schule eigenständig ist.
Am 10. Oktober 2015 wurde der Neubau des Michael-Bauer-Schulcampus mit neuen Räumen für Sport, Kunstunterricht, Kochen und den Hortbereich durch Landtagsvizepräsidentin Brigitte Lösch und Oberbürgermeister Fritz Kuhn eingeweiht. Im Jahr 2022 wurde das neue renovierte Gebäude mit dem Festsaal, Schulküche und Cafeteria fertiggestellt.
Zwischen 2000 und 2015 besuchte Thomas Geve die Schule und berichtete als Holocaustüberlebender.
Von 2005  bis 2010 erschienen Jahresbücher der Michael-Bauer-Schule.

## Preise
Die Schule gewann 2018 einen 1. Preis beim Kreativ-Wettbewerb „Zauberhaft“ der L-Bank, überreicht durch die Schirmherrin Susanne Eisenmann, Kultusministerin von Baden-Württemberg.